# Evento Cenomiano-Turoniano
| Era Eratema | Periodo Sistema | Época Serie         | Edad Piso                      | Inicio, en millones de años |
| ----------- | --------------- | ------------------- | ------------------------------ | --------------------------- |
| Mesozoico   | Cretácico       | Superior / Tardío   | Maastrichtiense Maastrichtiano | 72,2±0,2                    |
| Mesozoico   | Cretácico       | Superior / Tardío   | Campaniense Campaniano         | 83,6±0,2                    |
| Mesozoico   | Cretácico       | Superior / Tardío   | Santoniense Santoniano         | 85,7±0,2                    |
| Mesozoico   | Cretácico       | Superior / Tardío   | Coniaciense Coniaciano         | 89,8±0,3                    |
| Mesozoico   | Cretácico       | Superior / Tardío   | Turoniense Turoniano           | 93,9±0,2                    |
| Mesozoico   | Cretácico       | Superior / Tardío   | Cenomaniense Cenomaniano       | 100,5±0,1                   |
| Mesozoico   | Cretácico       | Inferior / Temprano | Albiense Albiano               | 113,2±0,3                   |
| Mesozoico   | Cretácico       | Inferior / Temprano | Aptiense Aptiano               | 121,4±0,6                   |
| Mesozoico   | Cretácico       | Inferior / Temprano | Barremiense Barremiano         | 125,77                      |
| Mesozoico   | Cretácico       | Inferior / Temprano | Hauteriviense Hauteriviano     | 132,6±0,6                   |
| Mesozoico   | Cretácico       | Inferior / Temprano | Valanginiense Valanginiano     | 137,05±0,20                 |
| Mesozoico   | Cretácico       | Inferior / Temprano | Berriasiense Berriasiano       | 143,1                       |
| Mesozoico   | Jurásico        | Jurásico            | Jurásico                       | 201,4±0,2                   |
| Mesozoico   | Triásico        | Triásico            | Triásico                       | 251,9±0,024                 |

El evento Cenomiano-Turoniano, o la extinción del Cenomiano-Turoniano (también referido como el evento anóxico del Cenomiano-Turoniano, o OAE 2), o el evento de Bonarelli fue una de las dos extinciones anóxicas del período Cretácico. La otra extinción fue el evento Selli, en el Aptiense. Selby et al. concluyeron en 2009 que el evento anóxico oceánico (EAO) concluyó aproximadamente hace 91.5 ± 8.6 Ma, aunque estimaciones publicadas por Leckie et al. (2002) dan una fecha entre los 93 y 94 millones de años. Hay grandes perturbaciones en el ciclo del carbono, además de grandes perturbaciones en los ciclos del sulfuro y el oxígeno. 

## Contexto
Las etapas del Cenomaniano y del Turoniano fueron por primera vez observadas por D'Orbigny entre 1843 y 1852. El tipo de sección para este límite entre eras se puede observar en el Bridge Creek Limestone Member of the Greenhorn Formation cerca de Pueblo, Colorado, el cual está embebido dentro de un testigo de un ciclo orbital de Milankovith. Aquí, un evento de isótopos de carbono se muestra con claridad, con capas de lutitas negras. Se ha estimado que el cambio del isótopo se mantuvo durante aproximadamente 850.000 años más que el evento del esquisto negro, que podría haber sido la causa de esta anomalía en una sección tipo en el Colorado. También se ha observado este evento anóxico en intervalos aparecidos en el Tíbet meridional, más completos y detallados, con estructuras finas de isótopos de carbono que contienen a su vez múltiples etapas de isótopos de carbono con una duración total de 820 ±25 miles de años.
El límite es conocido como evento Bonarelli debido a la capa de 1 a 2 metros de espesor de esquisto negro que marca el límite y que fue estudiado por primera vez por Guido Bonarelli en 1891. Está caracterizado por esquistos negros embebidos, chert y arenas radiolarianas; Bonarelli estimó una duración de 400.000 años. No existen foraminíferos planctónicos en este nivel, y la presencia de radiolarios en esta sección indican una relativa alta productividad y disponibilidad de nutrientes.

## El evento Cenomaniano-Turoniano

### Causas
Una posible causa de este evento sería un episodio de vulcanismo sub-oceánico, posiblemente en la gran provincia ígnea del Caribe, que había aumentado su actividad precisamente 500.000 años antes. Durante este período, la tasa de producción de corteza alcanzó su nivel más alto en los últimos 100 millones de años. Esto probablemente se debió por la difusión de plumas calientes en el manto, bajo la corteza oceánica, en la base de la litósfera. Esto pudo haber resultado en el adelgazamiento de la corteza oceánica en el Pacífico y en el Índico. El vulcanismo resultante podría haber enviado grandes cantidades de dióxido de carbono a la atmósfera, llevando a un incremento de las temperaturas globales. En los océanos, la emisión de SO2, H2S, CO2 y halógenos pudo haber incrementado la acidez del agua, causando la disolución del carbonato, y una mayor liberación del dióxido de carbono. Cuando la actividad volcánica disminuyó, el efecto invernadero desbocado pudo muy probablemente invertirse. El incremento del CO2 en los océanos podría haber incrementado la productividad orgánica en la superficie de las aguas oceánicas. El consumo de esta nueva y abundante vida orgánica por bacterias aeróbicas pudo haber producido anoxia y una extinción en masa. Como resultado estarían los elevados niveles de carbono enterrado en los depósitos de esquistos negros en las cuencas oceánicas.

#### Grandes provincias ígneas y su posible contribución
Varios acontecimientos independientes relativos a las grandes provincias ígneas ocurrieron durante la anoxia oceánica. En el período entre los 95 a 90 millones de años dos provincias ígneas sufrieron un pico de actividad: la de Madagascar y la Caribeño-Colombiana. Trazas de metales como cromo, escandio, cobre y cobalto han sido halladas en el límite Cenomaniano-Turoniano, lo que sugiere que una gran provincia ígnea pudo ser una de las principales causas básicas que contribuyeron a la extinción.
La datación del pico en la concentraciones de las trazas metálicas coincide con los momentos más intensos del evento anóxico, sugiriendo que los efectos de las provincias ígneas podrían haber sucedido durante el evento, pero podrían no haber iniciado la extinción. Otros estudios también conectan trazas de plomo con una intensa actividad volcánica en las provincias Caribeña-Colombiana y Madagascar.
Modelos realizados en 2011 confirmaron que es posible que una provincia ígnea iniciara el evento. El modelo revela que el pico de emisiones de dióxido de carbono proveniente de actividad volcánica pudo haber resultado en más del 90% de la anoxia oceánica global.

### Efectos
El evento trajo consigo la extinción de los pliosaurios, y de la mayoría de los ictiosaurios. Coracoides de la edad Maastrichtiense que se creían pertenecientes a ictiosaurios, pero estos descubrimientos demostraron que pertenecían a plesiosaurios.
Aunque la causa sigue siendo incierta, el resultado fue la desaparición del oxígeno disuelto en los océanos por casi medio millón de años, causando la extinción de aproximadamente 27% de los invertebrados marinos, incluyendo ciertas especies de plancton y forminifera béntica, moluscos, bivalvos, dinoflagelados. Esta perturbación en el entorno global provocó un incremento de las temperaturas atmosférica y oceánica. Los sedimentos hallados en los estratos del límite muestran elevados valores de Δ13C

#### La excursión isotópica de δ13C
La excursión isotópica de δ13C encontrada en el límite Cenomaniano-Turoniano es uno de los principales eventos relativos al isótopo del carbono del Mesozoico. Representa una de las perturbaciones más importantes en el ciclo global del carbono de los últimos 110 millones de años. Estos picos del δ13C indica un aumento significativo en el índice de enterramiento de carbono orgánico, indicando la deposición extendida y preservación de sedimentos ricos en carbono, demostrando también la ausencia de oxígeno. Dentro de la excursión positiva del isótopo del carbono se observan poca variabilidad en los muestreos, aunque sí se ha observado un intervalo significativamente expandido en el Tíbet meridional.

#### Cambios en biodiversidad oceánica y sus implicaciones
Las alteraciones en la diversidad de varios invertebrados marinos tales como los nanofósiles cálcareos indica un tiempo en el que los océanos eran cálidos y oligotróficos, con un ambiente con cortas puntas de productividad seguido de cortos períodos de baja fertilidad. Un estudio sobre el límite Cenomaniano-Turoniano de Wunstorf, Alemania, reveló la especial dominancia de las especies con nanofósiles calcáreos como la Watznaueria, presente durante el evento. A diferencia de las especies Biscutum que prefieren condiciones mesótrofas y eran las especies dominantes antes y después del evento. Watznaueria sin embargo prefieren aguas cálidas y ambientes oligótrofos.
También se observa en este período un pico de abundancia de algas verdes del grupo Botryococcus y prasinophytes, coincidiendo con la sedimentación pelágica. La abundancia de estos grupos de algas está fuertemente relacionada con la disminución de oxígeno y el aumento del contenido de carbono orgánico total. La evidencia que sugieren estos grupos de algas es que hubo episodios de estratificación haloclina en la columna de agua durante este tiempo. Otra especie de quiste - la Bosedinia- también ha sido encontrada en rocas de ese tiempo, lo que sugiere que los océanos redujeron su salinidad.